# マリア・アスンシオー・カタラー・イ・ポッチ
マリア・アスンシオー・カタラー・イ・ポッチ（カタルーニャ語: Maria Assumpció Català i Poch, 1925年7月14日 - 2009年7月4日）は、スペイン・バルセロナ出身の天文学者・数学者。リェイダ県のムンセック展望台には彼女の名前が付けられた反射望遠鏡がある。

## 経歴
1952年から1991年まで教壇に立った。スペイン国立研究評議会がバルセロナで開催した数学セミナー天文学部門の助手を務めた。アンリ・ポアンカレ研究所でも働き、いくつかのプロジェクトではカタルーニャ工科大学と協同した。
1970年にはバルセロナ大学の数学科で博士号(Ph.D)を取得し、科学博士号を取得した大学初の女性となった。11の学位論文と7の博士論文の指導にあたった。
15年間に渡ってスペイン代表として国際天文学連合の天文学教育委員会に出席した。ナショナル・ジオグラフィック誌スペイン語版天文学部門の科学コンサルタントを務めた。1984年に第一線から退いたが、スペイン天文学会の年次総会などに出席し、天文学や大学のコミュニティとの接触を続けた。

## 受賞・受章
- 2004年 バルセロナ大学名誉教授
- 2009年 カタルーニャ州政府 サン・ジョルディ十字勲章